# Eruzione del Samalas del 1257
L'eruzione del vulcano Samalas, facente parte del complesso vulcanico del Monte Rinjani (sull'isola indonesiana di Lombok), del 1257, fu una delle eruzioni più violente avvenute durante l'Olocene, con un indice di esplosività vulcanica stimato essere pari a 7. Si trattò quindi di un evento di tipo ultra-pliniano: generò colonne eruttive alte decine di chilometri e flussi piroclastici che ricoprirono gran parte dell'isola e addirittura attraversarono il tratto di mare che separa Lombok dalla vicina isola di Sumbawa. I flussi distrussero un gran numero di insediamenti umani, inclusa la città di Pamatan, che era la capitale di un regno su Lombok. La cenere dell'eruzione arrivò fino a Giava a 340 km di distanza; il vulcano depositò più di 10 chilometri cubi di rocce e cenere.
La testimonianza dell'eruzione fu registrata sul Babad Lombok, un documento scritto su foglie di palma. In seguito all'esplosione si formò una grande caldera, che contiene il lago Segara Anak. L'attività vulcanica successiva ha poi creato nuovi centri vulcanici all'interno della caldera, incluso il cono Barujari, che rimane attivo. Gli aerosol iniettati nell'atmosfera ridussero la radiazione solare che raggiungeva la superficie terrestre, raffreddando l'atmosfera per diversi anni e portando a carestie e cattivi raccolti in Europa e altrove, sebbene l'esatta portata delle anomalie di temperatura e delle loro conseguenze sia ancora fonte di dibattito. L'eruzione potrebbe aver contribuito ad innescare la piccola era glaciale, un periodo di temperature più basse della media durato alcuni secoli. Prima che il sito dell'eruzione fosse noto, un esame delle carote di ghiaccio in tutto il mondo aveva trovato un picco nella deposizione di solfati intorno al 1257, fornendo una forte evidenza di una grande eruzione vulcanica avvenuta da qualche parte nel mondo. Nel 2013, gli scienziati trovarono il collegamento tra i documenti storici sul Monte Samalas e questi picchi.

## Geologia

### Informazioni generali
Il Samalas (noto anche come Rinjani Tua) faceva parte di quello che oggi è il complesso vulcanico del Rinjani sull'isola di Lombok, in Indonesia. I resti del vulcano formano la caldera di Segara Anak, con il monte Rinjani sul suo margine orientale. Dopo la distruzione del Samalas, nella caldera si sono formati due nuovi vulcani, Rombongan e Barujari. Anche il monte Rinjani è vulcanicamente attivo, con un proprio cratere, Segara Muncar. Altri vulcani nella regione si trovano sull'isola di Bali a ovest: si tratta di Agung, Batur e Bratan.

L'isola di Lombok all'interno dell'arcipelago indonesiano

Lombok è una delle Piccole Isole della Sonda all'interno dell'arco vulcanico della Sonda in Indonesia, una zona di subduzione dove la placca australiana subduce al di sotto della placca eurasiatica. I magmi che alimentano il monte Samalas e il monte Rinjani sono probabilmente derivati da rocce composte da peridotite poste sotto Lombok. Prima dell'eruzione, il monte Samalas poteva essere alto circa 4200 ± 100 metri, sulla base di ricostruzioni che estrapolano a partire dai pendii inferiori superstiti; la sua altezza attuale è inferiore a quella del vicino monte Rinjani, che raggiunge i 3726 metri.
Le più antiche formazioni geologiche di Lombok risalgono all'Oligocene-Miocene, affioranti nelle parti meridionali dell'isola. Il Samalas fu edificato dall'attività vulcanica prima di 12.000 anni fa. Rinjani si formò tra il 11.940 ± 40 e il 2.550 ± 50 BP, con un'eruzione avvenuta tra il 5.990 ± 50 e il 2.550 ± 50 BP che formò la pomice di Propok avente un volume equivalente di roccia densa pari a 0.1 chilometri cubi. La pomice di Rinjani, con un volume equivalente di roccia densa di 0.3 chilometri cubi, potrebbe essere stata depositata da un'eruzione sia del Rinjani che del Samalas, ed è datata al 2.550 ± 50 BP, alla fine dell'intervallo di tempo durante il quale si formò Rinjani. I depositi di questa eruzione raggiunsero uno spessore di 6 centimetri a 28 chilometri di distanza. Ulteriori eruzioni del Rinjani o del Samalas sono state datate al 11.980 ± 40, 11.940 ± 40 e 6.250 ± 40 BP. L'attività eruttiva continuò fino a circa 500 anni prima del 1257. La maggior parte dell'attività vulcanica ora si verifica al vulcano Barujari con eruzioni occorse nel 1884, 1904, 1906, 1909, 1915, 1966, 1994, 2004 e 2009; Rombongan fu attivo nel 1944. L'attività vulcanica consiste principalmente di eruzioni esplosive ed emissioni di cenere.
Le rocce del vulcano Samalas sono per lo più dacitiche, con un contenuto di SiO2 del 62-63% in peso. Le rocce vulcaniche nell'arco di Banda vanno dal basalto all'andesite fino alla dacite. La crosta sotto il vulcano misura circa 20 chilometri di spessore, e l'estremità inferiore del piano di Wadati-Benioff è posta a una profondità di circa 164 chilometri.

### Eruzione

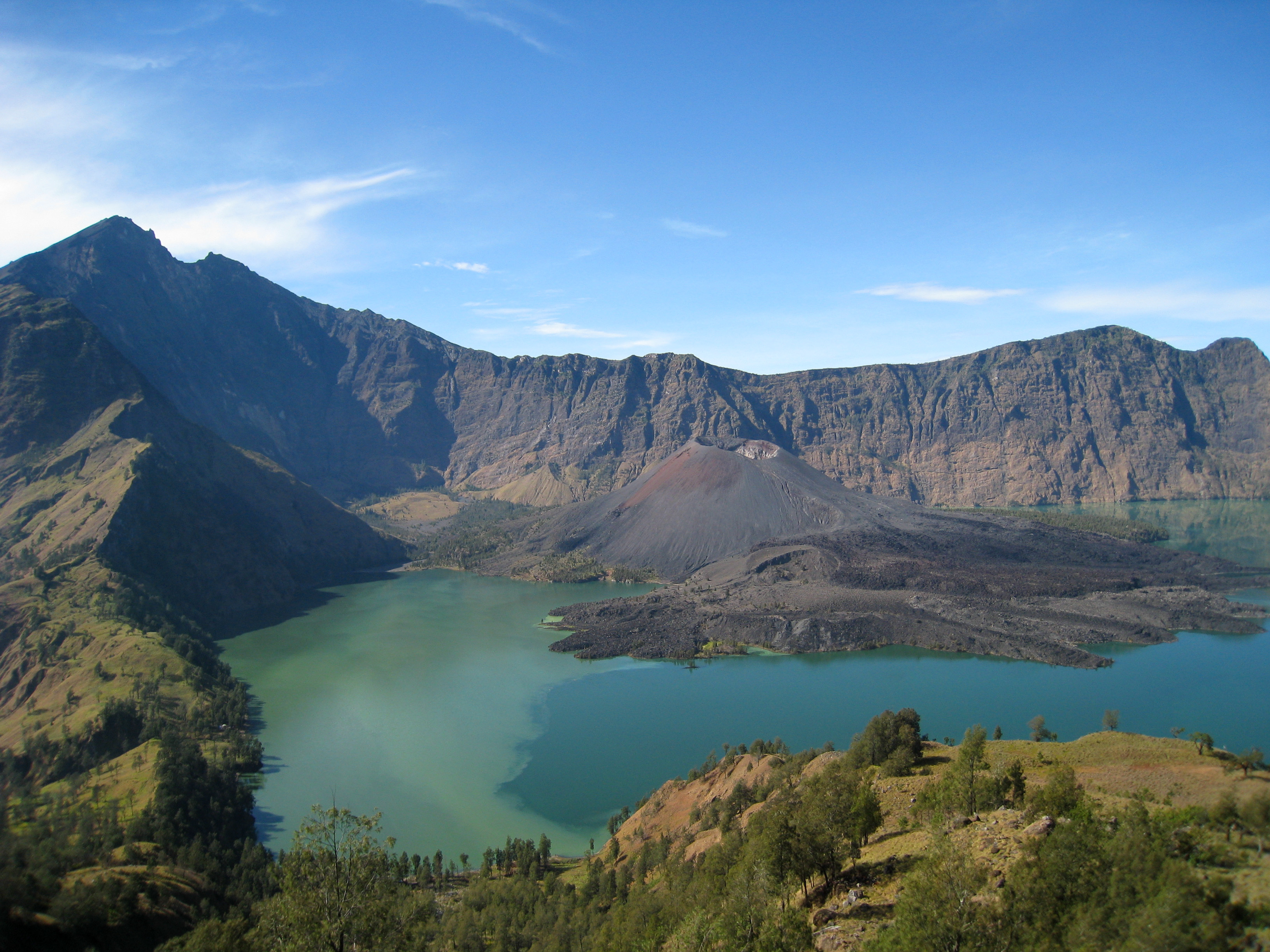
La caldera di Segara Anak, creata dall'eruzione

Gli eventi dell'eruzione del 1257 sono stati ricostruiti attraverso l'analisi geologica dei depositi da essa lasciati. L'eruzione avvenne probabilmente durante l'estate dell'emisfero boreale nel mese di settembre (con un'incertezza di 2-3 mesi) di quell'anno, alla luce del tempo impiegato dal materiale osservato per raggiungere le calotte polari e gli andamenti dei depositi di tefra. L'eruzione iniziò con una fase freatica (alimentata da esplosioni di vapore) che depositò 3 centimetri di cenere su oltre 400 chilometri quadrati nel nord-ovest di Lombok. Seguì una fase magmatica e piovve pomice ricca di frammenti litici, la cui ricaduta raggiumse uno spessore di 8 centimetri sia sopravento nella zona orientale di Lombok che a ovest a Bali. Questa fase fu seguita da ricadute di lapilli rocciosi e di cenere, e da flussi piroclastici che furono parzialmente confinati all'interno delle valli sul fianco occidentale del Samalas. Alcuni depositi di cenere furono erosi dai flussi piroclastici, che crearono dei solchi in tali depositi. I flussi piroclastici attraversarono 10 chilometri del Mar di Bali, raggiungendo le Isole Gili a ovest di Samalas, mentre i blocchi di pomice ricoprivano presumibilmente lo stretto di Alas tra Lombok e Sumbawa. I depositi mostrano prove di interazione della lava con l'acqua, per cui questa fase eruttiva era probabilmente di tipo freatomagmatico. Fu seguita da tre episodi di ricaduta di pomice, con depositi su un'area più ampia di quella raggiunta da altre fasi dell'eruzione. Queste pomici caddero fino a 63 chilometri di distanza ad est, controvento, a Sumbawa, dove sono spesse fino a 7 centimetri.
La deposizione di queste pomici fu seguita da un'altra fase di flussi piroclastici, probabilmente causata dal crollo della colonna eruttiva. In questo momento la caldera iniziò a formarsi. Questi flussi piroclastici furono deviati dalla topografia di Lombok, riempiendo le valli e aggirando ostacoli come i vulcani più antichi, mentre si espandevano attraverso l'isola incenerendo la vegetazione. L'interazione tra questi flussi e l'aria ha innescato la formazione di ulteriori nubi eruttive e flussi piroclastici secondari. Dove i flussi entrarono nel mare a nord e ad est di Lombok, le esplosioni di vapore crearono coni di pomice sulle spiagge e ulteriori flussi piroclastici secondari. Le barriere coralline furono sepolte dai flussi piroclastici, alcuni flussi attraversarono lo stretto di Alas tra Sumbawa e Lombok formando depositi su Sumbawa. Questi flussi piroclastici raggiunsero volumi di 29 chilometri cubi su Lombok, e spessori di 35 metri fino a 25 chilometri dal Samalas. Le fasi dell'eruzione sono anche note come P1 (fase freatica e magmatica), P2 (freatomagmatica con flussi piroclastici), P3 (pliniana) e P4 (flussi piroclastici). La durata delle fasi P1 e P3 non è nota singolarmente, ma le due fasi combinate (esclusa la P2) sono durate tra le 12 e le 15 ore. I flussi piroclastici alterarono la geografia della Lombok orientale, seppellendo le valli fluviali ed estendendo il litorale, una nuova rete fluviale si sviluppò sui depositi vulcanici dopo l'eruzione. La colonna eruttiva raggiunse un'altezza di 39-40 chilometri durante la prima fase (P1), e di 38-43 chilometri durante la terza fase (P3); era abbastanza alta che il rapporto isotopico dello zolfo dell'anidride solforosa in essa contenuta fu influenzato da processi di fotolisi ad alta quota.
Le rocce vulcaniche espulse dall'eruzione ricoprirono Bali e Lombok e parti di Sumbawa. Tefra sotto forma di strati di ceneri fini dell'eruzione caddero fino a Giava, formando parte dei tefra di Muntilan, sulle pendici di altri vulcani giavanesi, ma che non si riusciva a ricollegare ad eruzioni di tali sistemi vulcanici. Questi tefra sono ora considerati un residuo dell'eruzione del 1257 e sono quindi conosciuti anche come tefra del Samalas. Essi raggiungono spessori di 2-3 centimetri sul Monte Merapi, di 15 centimetri sul Monte Bromo, di 22 centimetri a Ijen e dai 12 ai 17 centimetri sul vulcano Agung di Bali. Nel lago Logung a Giava, a circa 340 chilometri dal Samalas, sono spessi circa 3 centimetri. La maggior parte dei tefra fu depositata a ovest-sudovest del Samalas. Considerando lo spessore dei tefra del Samalas trovati sul Monte Merapi, il volume totale potrebbe aver raggiunto i 32-39 chilometri cubi. L'indice di dispersione (la superficie coperta da una ricaduta di cenere o tefra) dell'eruzione raggiunse i 7500 chilometri quadri durante la prima fase e i 110500 chilometri quadri durante la terza fase, implicando quindi che la prima fosse di tipo pliniano e l'altra addirittura ultrapliniana.
Le ricadute di pomice dell'eruzione di Samalas, aventi una grana fine di color crema, sono state utilizzate come marcatore tefrocronologico a Bali. Tefra del vulcano sono stati trovati anche in carote di ghiaccio proventienti da 13550 chilometri di distanza, e uno strato di tefra rinvenuto nell'isola di Dongdao nel Mar Cinese Meridionale è stato provvisoriamente collegato all'eruzione del Samalas. Ceneri e aerosol potrebbero aver avuto un impatto notevole sia sull'uomo che sui coralli a grandi distanze dall'eruzione.
Esistono diverse stime dei volumi espulsi durante le varie fasi dell'eruzione del Samalas. La prima fase produsse un volume compreso fra 12,6 e 13,4 chilometri cubi. Si stima che la fase freatomagmatica abbia emesso un volume di tefra che va dai 0,9 ai 3,5 chilometri cubi. Il volume totale equivalente di roccia densa dell'intera eruzione fu di almeno 40 chilometri cubi. Il magma eruttato era trachidacitico e conteneva anfibolo, apatite, clinopirosseno, solfuro di ferro, ortopirosseno, plagioclasio e titanomagnetite. Si formò a partire da magma basaltico per cristallizzazione frazionata e aveva una temperatura di circa 1000 °C. L'eruzione potrebbe essere stata innescata dall'ingresso di nuovo magma nella camera magmatica o come conseguenza della galleggiabilità delle bolle di gas.
L'eruzione ebbe un indice di esplosività vulcanica pari a 7, che la rende una delle più grandi eruzioni dell'Olocene. Fra le eruzioni di intensità comparabile si possono citare l'eruzione del lago Kuril in Kamčatka nel VII millennio a.C., l'eruzione del Monte Mazama in Oregon nel VI millennio a.C., l'eruzione del Cerro Blanco in Argentina circa 4.200 anni fa, l'eruzione minoica nell'arcipelago di Santorini tra il 1627 e il 1600 aC, l'eruzione Tierra Blanca Joven del Lago Ilopango in El Salvador nel VI secolo, e la successiva eruzione del Tambora del 1815, sempre in Indonesia. Tali grandi eruzioni vulcaniche possono avere un impatto catastrofico sugli esseri umani, con un gran numero di vittime sia nei pressi del vulcano che a distanze maggiori.
L'eruzione lasciò la caldera di Segara Anak (ampia 6-7 chilometri) dove prima si trovava il monte Samalas; dove si formò nel tempo il lago omonimo. Il cono Barujari si innalza di 320 metri sopra la superficie del lago ed ha eruttato 15 volte a partire dal 1847. Un lago craterico probabilmente esisteva già sul Samalas prima dell'eruzione causando fase freatomagmatica dell'eruzione grazie ai suoi 0,1-0,3 chilometri cubi di acqua. In alternativa, l'acqua sarebbe potuta provenire da falde acquifere. Dai 2,1 ai 2,9 chilometri cubi di roccia del Rinjani crollarono nella caldera, lasciando una struttura di collasso che taglia i pendii di Rinjani di fronte alla caldera del Samalas.
L'eruzione che ha formato la caldera fu individuata per la prima volta nel 2003 e nel 2004 un volume di 10 chilometri cubi è stato attribuito a questa eruzione. Le prime ricerche suggerivano che l'eruzione che aveva formato la caldera si fosse verificata tra il 1210 e il 1300. Nel 2013, Lavigne ha suggerito che l'eruzione si sia verificata tra maggio e ottobre 1257, provocando le anomalie climatiche del 1258. Diversi villaggi su Lombok sono stati costruiti sui depositi lasciati dai flussi piroclastici dell'evento del 1257.

## Storia delle ricerche
L'esistenza di un importante evento vulcanico nel 1257-1258 fu intuita per la prima volta dallo studio delle carote di ghiaccio, in particolare nel 1980 furono trovate elevate concentrazioni di solfato all'interno della carota di ghiaccio di Crête (estratta in Groenlandia nel 1974), associate ad un deposito di cenere riolitica. Lo strato corrispondente al 1257-1258 è il terzo segnale di solfato più intenso in questa carota; in un primo momento era stato ipotizzato che fosse stato generato da un vulcano vicino alla Groenlandia, ma i documenti islandesi non facevano menzione di eruzioni intorno al 1250, e nel 1988 si scoprì che anche le carote di ghiaccio provenienti dall'Antartide (dalla stazione Byrd e dal Polo Sud) contenevano tracce di solfato. Solfato è stato poi trovate anche nelle carote di ghiaccio provenienti dall'isola di Ellesmere, in Canada, e le tracce di solfato del Samalas furono usate come marcatori stratigrafici per le carote di ghiaccio ancora prima che fosse stato chiarito quale vulcano le avesse generate.
Le carote di ghiaccio indicavano un grande picco di solfato, accompagnato da deposizione di tefra, intorno al 1257-1259, il più intenso in 7.000 anni e circa il doppio del picco dovuto all'eruzione del Tambora del 1815 (anche se tale primato è stato poi messo in discussione da nuovi picchi, risalenti al 44 a.C. e al 426 a.C). Nel 2003 fu stimato per questa eruzione un volume equivalente di roccia densa fra i 200 e gli 800 chilometri cubi, ma fu anche proposto che l'eruzione potesse essere stata un po' meno intensa ma più ricca di zolfo. Si riteneva che il vulcano responsabile fosse situato all'interno della cintura di fuoco, ma inizialmente non si riuscì a identificarlo: inizialmente fu proposto il vulcano Tofua a Tonga, ma venne poi scartato, dato che l'eruzione del Tofua era stata troppo piccola per aver potuto generare i picchi di solfato del 1257. Anche l'eruzione vulcanica dell'Harrat al-Rahat (vicino a Medina) del 1256 era stata troppo piccola per aver potuto generare questi segnali. Altre ipotesi includevano diverse eruzioni simultanee. Si stimò che il diametro della caldera creata dall'eruzione fosse da 10 ai 30 chilometri, e che la posizione fosse vicino all'equatore e probabilmente a nord di esso.
Mentre in un primo momento nessuna chiara anomalia climatica poteva essere correlata agli strati di solfato del 1257, nel 2000 furono identificati in documenti medievali dei fenomeni climatici nell'emisfero settentrionale che sono tipicamente legati a eruzioni vulcaniche. In precedenza, alterazioni climatiche erano già state riportate da studi su anelli degli alberi e ricostruzioni climatiche. I depositi mostravano che i disturbi climatici osservati in quel momento erano dovuti a un evento vulcanico, e la diffusione globale suggeriva che si trattasse di un vulcano posto alle latitudini tropicali.
L'ipotesi che il Samalas/Rinjani potesse essere stato il vulcano incriminato fu avanzata per la prima volta nel 2012, dato che per gli altri candidati, El Chichón e il Quilotoa, non corrispondevano le analisi chimiche dei solfati. Per El Chichòn, il Quilotoa e l'Okataina non corrispondevano neanche la data e l'intensità dell'eruzione.
Il legame definitivo tra questi eventi e il Samalas fu stabilito nel 2013 sulla base della datazione al radiocarbonio degli alberi di Lombok, e del Babad Lombok, una serie di scritti in antico giavanese su foglie di palma che descrive un catastrofico evento vulcanico su Lombok risalente a prima del 1300. Questi risultati indussero Franck Lavigne, un geologo dell'Università Pantheon-Sorbona, che aveva già sospettato in precedenza che un vulcano su quell'isola potesse essere stato il responsabile, a concludere che proprio il Samalas era il vulcano cercato. Il ruolo dell'eruzione del Samalas negli eventi climatici globali fu poi confermato confrontando la geochimica dei frammenti di vetro trovati nelle carote di ghiaccio con quella dei depositi dell'eruzione su Lombok. Successivamente, le somiglianze geochimiche tra i tefra trovati nelle carote di ghiaccio polare e i prodotti dell'eruzione del Samalas rafforzarono questa identificazione.

## Effetti sul clima

### Dati sull'aerosol e sul paleoclima
Le carote di ghiaccio provenienti sia dall'emisfero settentrionale che da quello meridionale mostrano dei picchi di solfato associati al Samalas. In quelle dell'emisfero australe si tratta del segnale più forte degli ultimi 1000 anni, e una ricostruzione lo considera addirittura il più forte degli ultimi 2500 anni: è circa otto volte più forte di quello associato al Krakatoa. Nell'emisfero settentrionale è superato solo dal segnale della grande eruzione del Laki del 1783/1784. Anche le carote di ghiaccio dell'Illimani in Bolivia contengono tallio e picchi di solfato causati dall'eruzione. Per fare un confronto, l'eruzione del Pinatubo del 1991 espulse circa solo un decimo della quantità di zolfo emessa dal Samalas. La deposizione di solfati dall'eruzione di Samalas è stata osservata nelle Svalbard, e la ricaduta di acido solforico dal vulcano potrebbe aver investito le torbiere nel nord della Svezia. Inoltre, gli aerosol di solfato potrebbero aver estratto grandi quantità dell'isotopo {\displaystyle {\ce {^10 Be}}} del berillio dalla stratosfera: un tale evento di estrazione e successiva deposizione nelle carote di ghiaccio è in grado di generare effetti simili a quelli di cambiamenti nell'attività solare. La quantità di anidride solforosa rilasciata dall'eruzione è stata stimata in 158 ± 12 milioni di tonnellate. La massa rilasciata fu maggiore rispetto all'eruzione del Tambora: il Samalas potrebbe essere stato più efficiente nell'iniettare tefra nella stratosfera, e il magma del Samalas potrebbe aver avuto un contenuto di zolfo più elevato. Dopo l'eruzione, probabilmente ci vollero settimane o mesi prima che la ricaduta arrivasse a grandi distanze dal vulcano. Quando eruzioni vulcaniche di larga scala iniettano aerosol nell'atmosfera, possono formare veli nella stratosfera. Questi riducono la quantità di luce che raggiunge la superficie causando quindi temperature più basse, che possono portare a scarsi raccolti. Tali aerosol di solfato nel caso dell'eruzione del Samalas potrebbero essere rimasti ad alte concentrazioni per circa tre anni secondo i risultati provenienti da una carota di ghiaccio del Dome C in Antartide, anche se una quantità minore potrebbe essere rimasta in atmosfera per un tempo ancora superiore.
Altri segnali dell'impatto dell'eruzione includono la diminuzione della crescita degli alberi in Mongolia tra il 1258 e il 1262, anelli di gelo (anelli degli alberi danneggiati dal gelo durante la stagione di crescita), anelli degli alberi più piccoli in Canada e nella Siberia nordoccidentale rispettivamente dal 1258 e dal 1259, anelli di alberi più sottili nella Sierra Nevada in California, sedimenti lacustri che testimoniano un episodio di raffreddamento nella Cina nord-orientale, un monsone molto umido in Vietnam, siccità in molte regioni dell'emisfero settentrionale così come nelle grotte nel sud della Thailandia, e un diradamento decennale degli anelli degli alberi in Norvegia e Svezia. Il raffreddamento potrebbe essere durato per 4-5 anni, in base a simulazioni e dati sugli anelli degli alberi.
Un altro effetto del cambiamento climatico indotto dall'eruzione potrebbe essere stato una breve diminuzione della concentrazione di anidride carbonica in atmosfera. Dopo l'eruzione del Pinatubo del 1992 fu registrata una diminuzione del tasso di crescita della concentrazione di anidride carbonica in atmosfera: sono stati proposti diversi meccanismi per spiegare tale diminuzione vulcanica della concentrazione di CO2, compresi oceani più freddi che assorbono più CO2 e ne rilasciano di meno, diminuzione dei tassi di respirazione che porta all'accumulo di carbonio nella biosfera, e un aumento della produttività della biosfera a causa dell'aumento della diffusione di luce solare e della fertilizzazione degli oceani da parte della cenere vulcanica.
Il segnale del Samalas è riportato solo in modo impreciso dalle informazioni sul clima degli anelli degli alberi e gli effetti sulla temperatura erano probabilmente ugualmente deboli, probabilmente perché la grande produzione di solfato alterava la dimensione media delle particelle e quindi il loro forzante radiativo. I modelli climatici indicano che l'eruzione di Samalas potrebbe aver ridotto le temperature globali di circa 2 °C, un valore in gran parte non riprodotto dai dati sperimentali. Una migliore modellizzazione, con un modello generale della circolazione che include una descrizione dettagliata dell'aerosol indica che la principale anomalia di temperatura si verificò nel 1258 e continuò fino al 1261. I modelli climatici tendono in generale a sovrastimare l'impatto climatico di un'eruzione vulcanica: una spiegazione proposta è che i modelli climatici tendono ad assumere che la profondità ottica dell'aerosol aumenti linearmente con la quantità di zolfo eruttato, quando in realtà processi di feedback negativo ne limitano la crescita. Il possibile verificarsi di El Niño prima dell'eruzione potrebbe aver ulteriormente ridotto gli effetti di raffreddamento.
Si pensa che l'eruzione di Samalas, insieme al raffreddamento climatico del XIV secolo, abbia innescato una crescita delle calotte glaciali e del ghiaccio marino, e dei ghiacciai in Norvegia. L'avanzamento dei ghiacci dopo l'eruzione del Samalaa potrebbe aver rafforzato e prolungato gli effetti sul clima. Ulteriori attività vulcaniche nel 1269, 1278 e 1286, e l'influsso del ghiaccio marino sull'Atlantico settentrionale, avrebbero ulteriormente contribuito all'espansione dei ghiacci. L'avanzata dei ghiacci innescata dall'eruzione del Samalas è stata documentata sull'isola di Baffin, dove il ghiaccio che avanzava uccideva e inglobava la vegetazione, conservandola. Allo stesso modo, un passaggio da una fase climatica calda a una più fredda nel Canada Artico coincide con l'eruzione del Samalas.

### Effetti simulati
Secondo le ricostruzioni del 2003, il raffrescamento estivo raggiunse i 0,69 °C nell'emisfero australe e i 0,46 °C nell'emisfero settentrionale. I dati osservativi più recenti indicano che un calo della temperatura di 0,7 °C si verificò nel 1258 e di 1,2 °C nel 1259, ma con differenze tra le varie aree geografiche. Per confronto, il forzante radiativo dell'eruzione del Pinatubo del 1991 fu di circa un settimo di quello dell'eruzione del Samalas. Anche le temperature superficiali del mare diminuirono da circa 0,3 a 2,2 °C, innescando cambiamenti nelle circolazioni oceaniche. I cambiamenti di temperatura e salinità dell'oceano potrebbero essere durati per un decennio. Sia le precipitazioni che l'evaporazione diminuirono, con l'evaporazione che si ridusse più delle precipitazioni.
Le eruzioni vulcaniche possono anche iniettare bromo e cloro nella stratosfera, dove contribuiscono alla degradazione dell'ozono attraverso i loro composti monossido di cloro e monossido di bromo. Mentre la maggior parte del bromo e del cloro eruttati sarebbe stata rimossa dalla colonna eruttiva e quindi non sarebbe entrata nella stratosfera, le quantità che sono state ipotizzate per il rilascio di alogeni del Samalas (227 ± 18 milioni di tonnellate di cloro e fino a 1,3 ± 0,3 milioni di tonnellate di bromo) avrebbero comunque ridotto l'ozono stratosferico, sebbene solo una piccola parte di essi fosse riuscita a raggiungere la stratosfera. È stato ipotizzato che il conseguente aumento delle radiazioni ultraviolette sulla superficie terrestre possa aver portato a una diffusa immunodepressione nelle popolazioni umane, spiegando l'insorgere di epidemie negli anni successivi all'eruzione.

### Effetti sul clima
Quello dovuto al Samalas, insieme quello dovuto al Kuwae intorno al 1450 e al Tambora nel 1815, fu uno dei più intensi eventi di raffreddamento dell'ultimo millennio, ancor di più del culmine della piccola era glaciale. Dopo un inverno caldo precoce nel 1257-1258 che aveva portato a una fioritura precoce delle viole secondo cronache provenienti dalla Francia, le estati europee furono più fresche dopo l'eruzione, e gli inverni furono lunghi e freddi.
L'eruzione del Samalas si verificò dopo l'anomalia climatica medievale, un periodo all'inizio dell'ultimo millennio con temperature più calde della media, e in un momento in cui stava terminando un periodo di stabilità climatica, in cui eruzioni risalenti al 1108, 1171 e 1230 avevano già sconvolto il clima globale. I periodi di tempo successivi mostrarono un aumento dell'attività vulcanica durato fino all'inizio del XX secolo. Il periodo 1250-1300 fu pesantemente disturbato dall'attività vulcanica, ed è testimoniato da una morena causata da un'avanzata dei ghiacci sull'isola di Disko, sebbene tale morena possa indicare un'ondata di freddo precedente all'eruzione del Samalas. Questi disturbi vulcanici, insieme agli effetti di feedback positivi legati all'aumento del ghiaccio, potrebbero aver innescato la piccola era glaciale, anche senza la necessità di variazioni della radiazione solare, sebbene questa teoria non sia priva di contestazioni. La piccola era glaciale fu un periodo di diversi secoli durante l'ultimo millennio durante il quale le temperature globali furono più basse.
Altri effetti ipotizzati dell'eruzione furono:
- L'escursione nell'oscillazione antartica verso i valori più bassi dell'ultimo millennio. L'oscillazione antartica è un fenomeno climatico dell'emisfero australe che regola le precipitazioni e le temperature ed è solitamente abbastanza insensibile a fattori esterni come eruzioni vulcaniche, gas serra e variazioni di insolazione.[68]
- Insorgenza delle condizioni di El Niño durante un periodo climatico in cui La Niña era più comune,[12] poiché l'eruzione potrebbe aver causato un evento di El Niño da moderato a forte.[69] Alcuni record paleoclimatici, ad esempio un anno piovoso nell'ovest degli Stati Uniti, confermano il verificarsi di un evento di El Niño nell'anno successivo all'eruzione del Samalas,[70][69] mentre i record di temperatura dei coralli nell'atollo di Palmyra indicano che nessun El Niño si era verificato.[71]
- Una diminuzione sul breve periodo dell'intensità dei cicloni tropicali causata da un cambiamento della struttura della temperatura atmosferica.[72] La ricerca paleotempestologica nell'Atlantico suggerisce tuttavia che l'effetto delle eruzioni vulcaniche del XIII secolo potrebbe essere stato quello di ridistribuire il verificarsi degli uragani piuttosto che una riduzione della frequenza.[73]
- Cambiamenti nella circolazione subpolare atlantica[74] e un indebolimento del capovolgimento meridionale della circolazione atlantica che durò a lungo dopo l'eruzione, forse anche favorendo l'inizio della Piccola Era Glaciale.[31]
- Un abbassamento del livello del mare negli stati crociati di circa mezzo metro,[75] forse associato all'oscillazione nord atlantica e all'oscillazione meridionale.[1]
- Una modificazione dell'oscillazione nord atlantica, facendola acquisire prima valori positivi,[76] e nei decenni successivi, più negativi. Una diminuzione iniziale dell'attività solare come parte del minimo di Wolf nel ciclo solare contribuì al successivo declino.[53]
- Un monsone invernale più forte nell'Asia orientale, che porta a temperature della superficie del mare più fredde nel canale di Okinawa.[77]
- Una breve ma evidente eccitazione nel pattern climatico noto come "modo meridionale del Pacifico".[78]
- Un calo dell'umidità in Europa.[79]
- Inverni più caldi nei continenti dell'emisfero boreale a causa dei cambiamenti nel vortice polare e nell'oscillazione artica.[80]
- Anomalie nei valori del δ 18O in tutto il mondo.[7]
- Variazioni nel ciclo del carbonio terrestre.[81]

Altre regioni come l'Alaska per lo più non ebbero conseguenze. Ci sono poche prove che la crescita degli alberi sia stata influenzata dal freddo in quelli che oggi sono gli Stati Uniti occidentali, dove l'eruzione potrebbe aver interrotto un periodo prolungato di siccità. Gli effetti sul clima in Alaska potrebbe essere stato moderati dal vicino oceano. Nel 1259, l'Europa occidentale e la costa occidentale del Nord America ebbero un clima mite.

## Conseguenze storiche e sociali
L'eruzione causò un disastro globale nel 1257-1258. Eruzioni vulcaniche molto imponenti possono causare notevoli problemi alle popolazioni umane, ad esempio carestie, anche lontano dal vulcano a causa del loro effetto sul clima. Gli effetti sociali vengono invece spesso limitati dalla resilienza degli esseri umani.

### Regno di Lombok e Bali (Indonesia)
A quell'epoca l'Indonesia occidentale e centrale erano divise in vari regni in competizione fra loro, che spesso costruivano complessi di templi dotati di iscrizioni che documentavano eventi storici. Tuttavia, esistono poche documentazioni storiche dirette delle conseguenze dell'eruzione del Samalas. I Babad Lombok descrivono come alla metà del XIII secolo i villaggi di Lombok furono distrutti da colate di cenere, gas e lava, e anche due documenti aggiuntivi noti come Babad Sembalun e Babad Suwung potrebbero fare riferimento all'eruzione. Essi sono anche, insieme ad altri testi, la fonte del nome "Samalas", mentre il nome "Suwung", "calmo e senza vita", può, a sua volta, essere un riferimento alle conseguenze dell'eruzione.
(Babad Lombok)
La città di Pamatan, capitale di un regno su Lombok, fu distrutta, scomparendo dalla documentazione storica. Secondo il testo giavanese la famiglia reale sopravvisse al disastro, e non ci sono prove univoche che il regno stesso sia stato distrutto dall'eruzione poiché, in generale, la sua storia è poco conosciuta. Migliaia di persone morirono durante l'eruzione, anche se è possibile che la popolazione di Lombok sia fuggita prima dell'eruzione. A Bali il numero di iscrizioni diminuì dopo l'eruzione, che potrebbe aver fatto diminuire la popolazione di Bali e Lombok, forse per generazioni, permettendo al re Kertanegara di Singhasari a Giava di conquistare Bali nel 1284 incontrando poca resistenza. La costa occidentale di Sumbawa rimase spopolata e tale rimane anche oggi; è possibile che la popolazione locale abbia considerato "proibita" l'area devastata dall'eruzione, e che questo ricordo sia persistito fino a tempi recenti.

### Oceania e Nuova Zelanda
Gli eventi storici in Oceania vengono di solito datati con grande incertezza, il che rende problematico valutare la momento esatto e il ruolo di eventi specifici, ma ci sono prove che tra il 1250 e il 1300 ci furono crisi in Oceania, ad esempio nell'Isola di Pasqua, che potrebbero essere collegate con l'inizio della piccola era glaciale e con l'eruzione del Samalas. Intorno al 1300, gli insediamenti in molte località del Pacifico furono spostati, forse a causa di un abbassamento del livello del mare avvenuto dopo il 1250, allo stesso modo di come l'eruzione del Pinatubo del 1991 è stata collegata a piccoli cali del livello del mare.
Il cambiamento climatico innescato dall'eruzione del Samalas e dall'inizio della piccola era glaciale potrebbe aver portato i popoli della Polinesia a migrare verso in direzione sud-ovest nel 13º secolo. Il primo popolamento della Nuova Zelanda molto probabilmente si verificò tra il 1230 e il 1280, e l'arrivo di tali popolazioni, anche su altre isole della regione, potrebbe riflettere una tale migrazione indotta dal clima.

### Europa e Medio Oriente
Le cronache contemporanee in Europa menzionano condizioni meteorologiche insolite nel 1258. I resoconti del 1258 in Francia e in Inghilterra indicano una nebbia secca, che dava l'impressione di una copertura nuvolosa persistente agli osservatori dell'epoca. Le cronache medievali raccontano che nel 1258 l'estate fu fresca e piovosa, causando inondazioni e cattivi raccolti, con freddo da febbraio a giugno. Una gelata si verificò nell'estate del 1259, secondo le cronache russe. In Europa e in Medio Oriente nel 1258-59 furono segnalati cambiamenti nei colori atmosferici, tempeste, freddo e condizioni meteorologiche avverse, con problemi all'agricoltura anche in Nord Africa. In Europa, la pioggia eccessiva, il freddo e l'elevata nuvolosità danneggiarono i raccolti e causarono carestie seguite da epidemie, sebbene il 1258-1259 non abbia portato a carestie così gravi da essere paragonabili alla grande carestia del 1315-1317.
(Matteo Paris)
Nell'Europa nord-occidentale, gli effetti comprendettero distruzione dei raccolti, carestie e mutamenti climatici. A questo evento è stata ricollegata una carestia a Londra; questa crisi alimentare non fu straordinaria, e c'erano stati problemi con i raccolti già prima dell'eruzione. La carestia avvenne in un momento di crisi politica tra il re Enrico III d'Inghilterra e i magnati inglesi. I testimoni riportarono a Londra un bilancio che va dai 15.000 ai 20.000 morti. Una sepoltura di massa di vittime della carestia è stata trovata negli anni '90 nel centro di Londra. Matteo Paris di St Albans descrisse come fino alla metà di agosto 1258, il meteo alternava freddo e pioggia forte, causando un'elevata mortalità.
La carestia che seguì fu talmente grave che il grano dovette essere importato dalla Germania e dall'Olanda. Il prezzo dei cereali aumentò in Gran Bretagna, Francia e Italia. Focolai epidemici si verificarono durante questo periodo in Medio Oriente e in Inghilterra. Durante e dopo l'inverno del 1258-59, il meteo eccezionale fu riportato con meno frequenza, ma l'inverno del 1260–61 fu molto rigido in Islanda, Italia e altrove. La distruzione causata dall'eruzione potrebbe aver influenzato lo scoppio della rivolta Mudéjar del 1264-1266 in penisola Iberica. Il movimento dei flagellanti, riportato per la prima volta in Italia nel 1260, potrebbe aver avuto origine nel disagio sociale causato dagli effetti dell'eruzione, sebbene guerre e altre cause abbiano probabilmente svolto un ruolo più importante rispetto agli eventi naturali.

#### Conseguenze a lungo termine in Europa e nel Vicino Oriente
Sul lungo periodo, il raffreddamento dell'Atlantico settentrionale e l'espansione del ghiaccio marino potrebbero aver avuto impattato sulle società della Groenlandia e dell'Islanda limitando la navigazione e l'agricoltura, forse permettendo a ulteriori shock climatici intorno al 1425 di porre definitivamente fine all'esistenza dell'insediamento norreno in Groenlandia. Un'altra possibile conseguenza a lungo termine dell'eruzione fu la perdita definitiva da parte dell'Impero Bizantino dell'Anatolia occidentale, a causa di un aumento del potere politico dei pastori, per lo più turcomanni, a danno dei contadini bizantini. Gli inverni più freddi causati dall'eruzione potrebbero aver avuto un impatto più grave sull'agricoltura rispetto alla pastorizia.

### Regione dei Four Corners in Nord America
L'eruzione del 1257 Samalas ebbe luogo durante il periodo Pueblo III nel Nord America sudoccidentale, durante il quale la regione di Mesa Verde sul fiume San Juan era il sito delle cosiddette cliff-dwelling. Numerosi siti furono abbandonati dopo l'eruzione, che aveva causato un raffreddamento del clima locale. L'eruzione del Samalas sarebbe stata una tra le numerose eruzioni dell'epoca che potrebbero aver innescato stress climatici, che a loro volta causarono conflitti all'interno della società dei Pueblo ancestrali; forse come conseguenza abbandonarono l'altopiano del Colorado settentrionale.

### Regione dell'Altiplano in Sud America
Nell'Altiplano in Sud America, un intervallo freddo e secco tra il 1200 e il 1450 è stato associato all'eruzione del Samalas e all'eruzione del 1280 del vulcano Quilotoa in Ecuador. L'uso dell'agricoltura basata sulla pioggia aumentò nell'area tra il Salar de Uyuni e il Salar de Coipasa nonostante il cambiamento climatico, il che fa pensare che la popolazione locale abbia affrontato in modo efficace gli effetti dell'eruzione.

### Asia nordorientale
Problemi furono registrati anche in Cina, Giappone e Corea. In Giappone, la cronaca di Azuma Kagami menziona che risaie e giardini furono distrutti dal freddo e dall'umidità, e la cosiddetta carestia Shôga potrebbe essere stata aggravata dal maltempo nel 1258 e nel 1259. Altri effetti dell'eruzione includono un oscuramento totale della Luna nel maggio 1258 durante un'eclissi lunare, un fenomeno osservato anche in Europa: gli aerosol vulcanici riducono infatti la quantità di luce solare diffusa nell'ombra della Terra e quindi anche la luminosità della Luna eclissata. Gli effetti dell'eruzione potrebbero anche aver accelerato il declino dell'Impero Mongolo, sebbene sia improbabile che l'evento vulcanico sia stato l'unica causa, e potrebbe aver causato lo spostamento del suo centro di potere verso la parte cinese dominata da Kublai Khan, che era più adatto alle fredde condizioni invernali.